# Encarsia dalbulae
Encarsia dalbulae is een vliesvleugelig insect uit de familie Aphelinidae. De wetenschappelijke naam is voor het eerst geldig gepubliceerd in 2011 door Polaszek & Luft Albarracin.